# Katie Curtis
Catherine Rachel (Katie) Prankerd-Curtis (Cardiff, 1 november 1988) is een wielrenster en baanrenster uit Wales in het Verenigd Koninkrijk.
In 2005 werd ze Brits nationaal kampioene bij de junioren op de baan op het onderdeel scratch. In 2007 was ze nationaal kampioene van Wales op de weg.
In 2014 nam Curtis deel aan de Gemenebestspelen. Ze reed voor Wales bij de wegrace, en op het onderdeel scratch op de baan.
In 2015 werd ze derde in de Ronde van Yorkshire.